# Euxoa difformis
Euxoa difformis är en fjärilsart som beskrevs av Smith 1900. Euxoa difformis ingår i släktet Euxoa och familjen nattflyn. Inga underarter finns listade i Catalogue of Life.